# Carl Zeiss AG

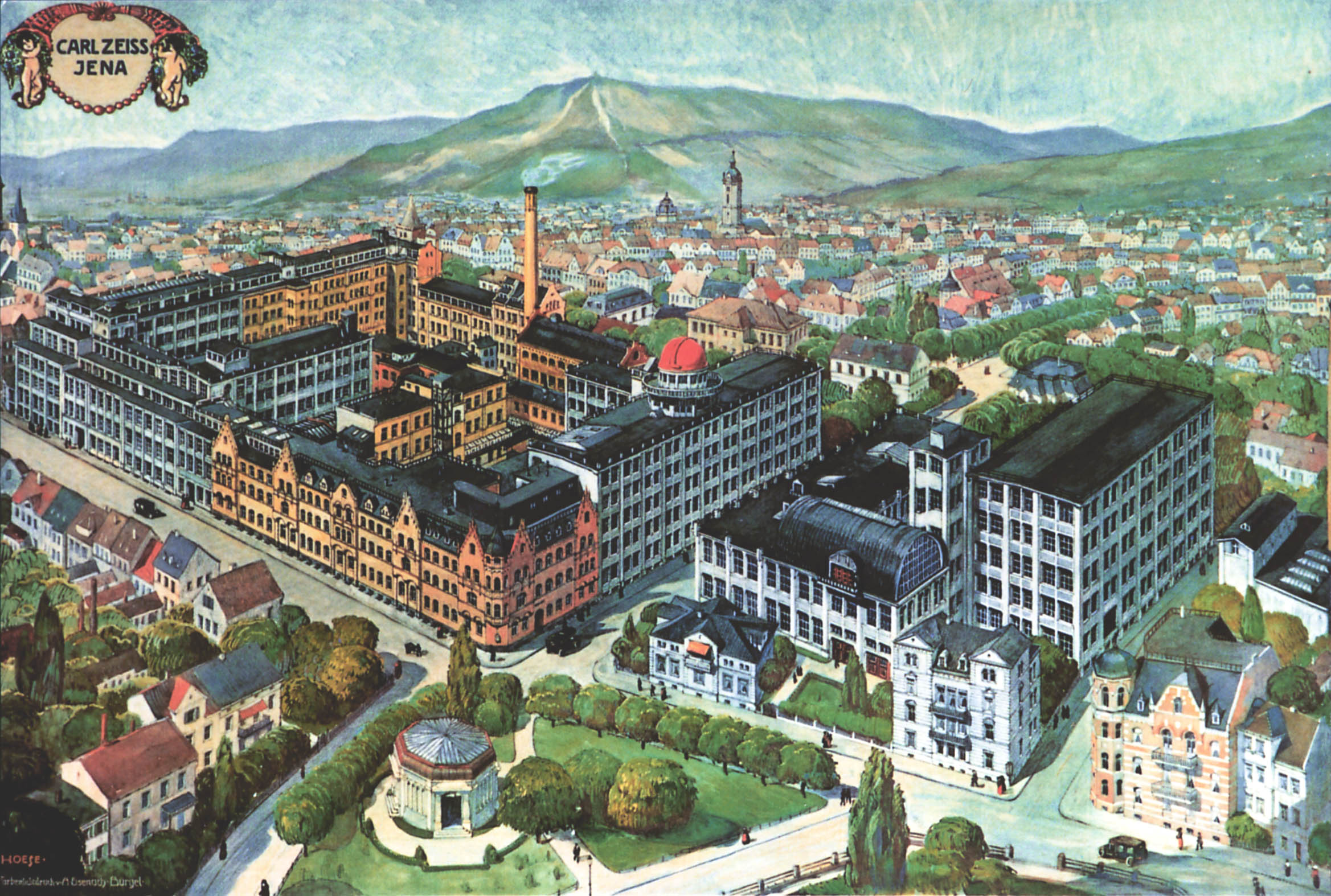
Firma Carl Zeiss AG v roce 1910

Carl Zeiss AG je německá firma, vedoucí mezinárodní skupiny společností v oboru optiky a opto-elektroniky s celosvětovou působností. Společnost patří mezi nejstarší firmy na světě podnikající v oboru optiky. Sídlem společnosti je Oberkochen. Společnost byla založena německým optikem Carlem Zeissem v Jeně.

## Historie

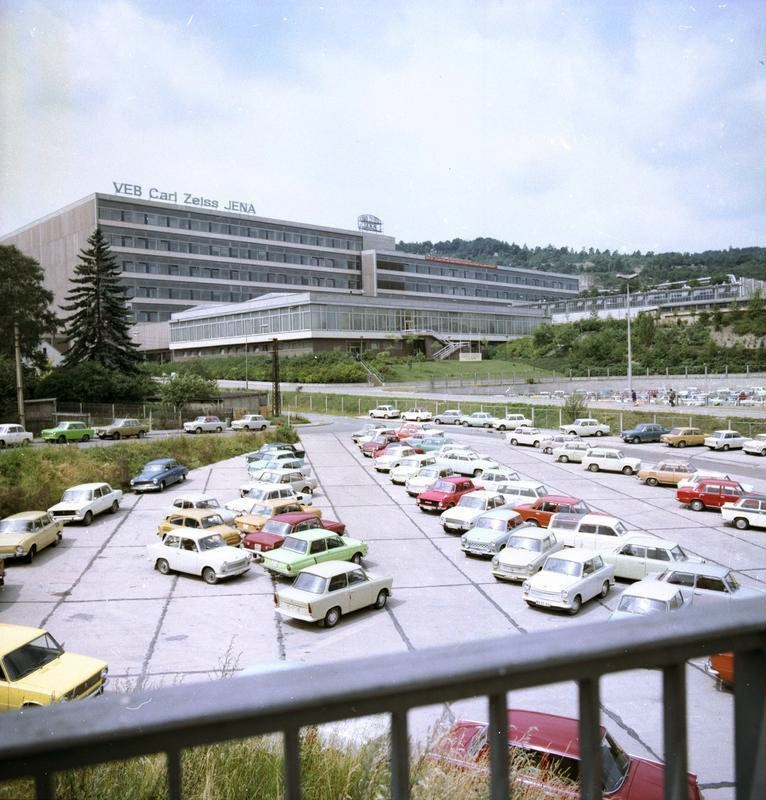
Národní podnik Carl Zeiss v roce 1978

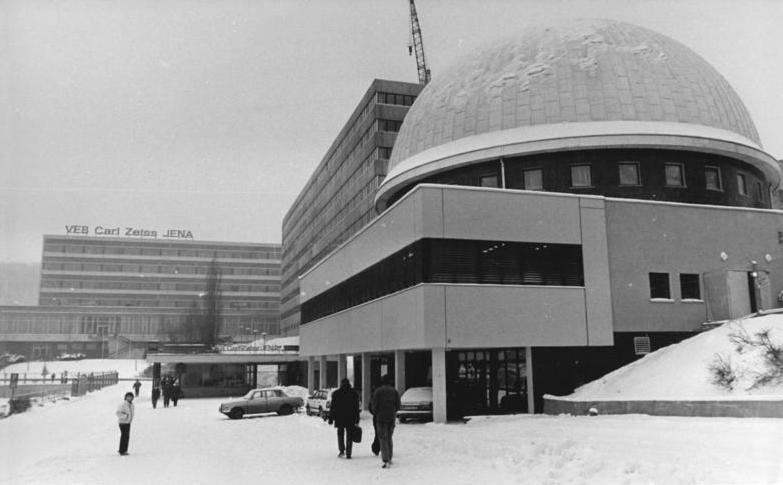
Budova firmy v Jeně, 1987

Předchůdce moderní společnosti Zeiss byl založen v roce 1846 v Jeně slavným německým optikem Carlem Zeissem. V roce 1926 došlo ke spojení s menšími výrobci (Contessa-Nettel, Ernemann, Goerz a ICA) do koncernu Zeiss Ikon a již v době před druhou světovou válkou patřila mezi největší a nejvýznamnější firmy v oboru optiky. Na konci války se společnost rozpadla do menších částí a některé továrny zůstaly v západním sektoru Německa, některé na Východě. Mnoho patentů i vybavení továren společnosti v Jeně či Drážďanech bylo ve Východním sektoru, jenž byl pod kontrolou Sovětského svazu, který si velké části továren nebo vynálezů firmy přivlastnil jako válečnou kořist a z nápadů firmy Zeiss žil sovětský optický průmysl ještě dlouhá léta po skončení války - například Zeissovy dalekohledy, jejichž kopie byly v SSSR vyráběny.

### Výroba geodetických přístrojů
V roce 1907 nabídl své zkušenosti firmě Zeiss švýcarský zeměměřický inženýr a držitel několika patentů na zlepšení konstrukce geodetických přístrojů Heinrich Wild. Firma Zeiss do té doby geodetické přístroje nevyráběla. Pod Wildovým vlivem se rozhodla s výrobou začít a pověřila ho vedením tohoto odvětví. Wild působil v této funkci do roku 1919 a během této doby zkonstruoval několik moderních geodetických přístrojů. Mezi nejvýznamnější patří:
- nivelační přístroj Carl Zeiss Nivellier I[3],
- nivelační přístroj Carl Zeiss Nivellier II[4],
- teodolit Carl Zeiss Th1[5].